# Issaouane
Issaouane ou Issawane est une localité et une commune rurale du Niger, département de Mayahi, région de Maradi.

## Géographie
La localité de Issaouane est située à 33 km à l'est du chef-lieu départemental Mayahi.
|        | El Allassane Maïreyrey |          |
| Mayahi | Issaouane              | Ourafane |
|        | Kanan-Bakaché          |          |

## Histoire
La commune rurale de Issaouane instaurée en 2002, est issue du canton de Kanan-Bakaché.

## Population
Lors du recensement général de 2012, la population communale est relevée à 40 155 habitants, dont 3 331 habitants pour la localité chef-lieu communal.

## Localités
La commune s'étend sur 26 villages, 13 hameaux et 11 camps au centre-nord du département de Mayahi.

## Services et infrastructures
- Centre de Santé Intégré (CSI) à Issaouane, N’Wala[5].
- Collège d'enseignement général (CEG) à Issaouane.
- Centre de formation des métiers (CFM) à Issaouane.